# Turdus poliocephalus
- Commons
- Wikispecies

O Turdus poliocephalus é uma ave pertencente ao género Turdus. Foram descritas mais de cinquenta subespécies, desde Taiwan à Melanésia e a Samoa, passando pela Sueste asiático. Várias destas subespécies estão ameaçadas, e três já foram extintas.[carece de fontes?]